# Arquitectura de Madagascar

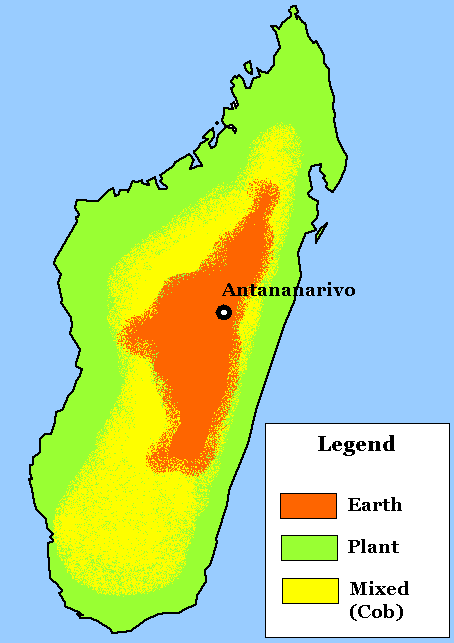
La distribución de los materiales de construcción tradicionales en Madagascar presentan un predominio de barro en las Tierras Altas centrales y una gran construcción basada den plantas a lo largo de las costas, con zonas intermediarias haciendo uso de ambos tipos de materiales.

La arquitectura de Madagascar es una de las más subdesarrolladas de África. Mantiene un fuerte parecido a las normas de construcción y los métodos utilizados al sur de Borneo, de donde se cree que los primeros habitantes de Madagascar emigraron. A lo largo de Madagascar y la región Kalimantan de Borneo, las casas más tradicionales siguen una forma rectangular más que una circular, y tienen como característica un techo abruptamente inclinado y puntiagudo apoyado por un pilar central. Al sur de Kalimantan, las casas tradicionales son generalmente levantadas sobre pilotes y se caracterizan por tener "cuernos" formados por el cruce de las vigas que soportan el techo al final de cada cerramiento. Las casas tradicionales malgaches también son construidas sobre pilares, y la tradición de los "cuernos" en las casas puede ser vista en algunas comunidades al sureste y en las tradiciones arquitectónicas de la madera de las clases nobles andrianicas de la gente Merina de las tierras altas.
Las diferencias predominantes en los materiales de construcción tradicionales usados sirven como las bases para la mayor parte de la diversidad en la arquitectura Malgache. Los materiales vegetales que están disponibles en la localidad fueron los primeros que se usaron y permanecen como los más comunes en las comunidades tradicionales. En las zonas intermedias entre las tierras altas centrales y las áreas húmedas costeras, se han desarrollado variaciones híbridas que usan el cob y palos. La construcción con madera, una vez que se hizo común en la isla, disminuyó debido a que una población creciente destruyó grandes franjas de selva virgen al cortar y quemar los campos dedicados a la agricultura y pasto para ganado cebú. Las comunidades Zafimaniry de los bosques de las tierras altas montunas, los grupos étnicos Malgaches, son los únicos que han preservado la arquitectura tradicional de la isla basada en madera; su artesanía fue añadida a la lista de Patrimonio Cultural Intangible de la UNESCO en 2003. Así como la madera se volvió escasa a través del tempo, las casas de madera se convirtieron en el privilegio de la clase noble en ciertas comunidades, como se ejemplifica en los hogares de la nobleza Merina en el siglo XIX del Reinado de Madagascar. El uso de la piedra como material de construcción estaba tradicionalmente limitado a la construcción de tumbas, una característica significativa del paisaje cultural en Madagascar debido a la posición prominente ocupada por los ancestros de la cosmología malgache. La isla ha producido muchas tradiciones distintas en la arquitectura de tumbas: entre la costa suroeste de Mahafaly, en la parte de arriba de las tumbas se pueden ver cráneos apilados de cebús que eran sacrificados y clavados con aloalo, mensajes tallados en las tumbas como decoración, mientras que en las Merina, los aristócratas históricamente construyeron una pequeña casa de madera en la parte de arriba de la tumba para simbolizar su posición social de andriana y proveer un espacio terrenal para albergar los espíritus de sus ancestros.
Los estilos arquitectónicos tradicionales de Madagascar han sido impactados en los últimos 200 años por el aumento de la influencia de estilos Europeos. Un cambio hacia la construcción con ladrillo en las Tierras altas empezó durante el mandato de la Reina Ranavalona II (1868-1883) basado en los modelos introducidos por misioneros de la Sociedad de Misioneros de Londres y con el contacto con otros extranjeros. La influencia extranjera se amplió aún más tras el colapso de la monarquía y la Colonización Francesa de la isla en 1896. La modernización durante las últimas décadas ha llevado cada vez más al abandono de ciertas normas tradicionales relacionadas al diseño y orientación externa e interna de las casas y el uso de ciertos materiales de construcción habituales particularmente en las tierras altas. Entre los que tienen medios, los materiales de construcción extranjeros y sus técnicas - concreto importado, cristal, además de hierro forjado - han ganado popularidad, en detrimento de las prácticas tradicionales.

## Orígenes

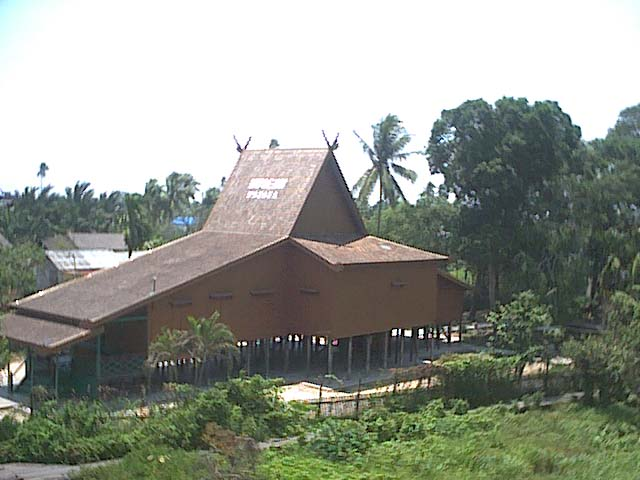
Esta casa en Kalimantan Sur contiene muchas de las características icónicas de construcción traídas de Borneo a Madagascar hace dos mil años: paredes con tablones de madera, pilotes para alzar la casa del suelo y un techo muy inclinado con vigas cruzadas para formar "cuernos".

La arquitectura de Madagascar es única en África, teniendo un gran parecido a la arquitectura al sur de Borneo de donde se cree que los primeros habitantes de Madagascar emigraron. La construcción tradicional en esta parte de Borneo, también conocido como Kalimantan Sur, esta distinguido por casas rectangulares alzadas sobre pilotes. El techo, que es soportado por un pilar central, es muy inclinado, las vigas del cerramiento se cruzan para formar techos con "cuernos" que pueden estar tallados en forma decorativa. Las Tierras altas centrales de Madagascar están pobladas por los Merina, personas que tienen fuerte semejanza fisiológica y cultural a sus ancestros Kalimantanos; aquí, las casas de madera tradicionales de la aristocracia se caracterizan por un pilar central (andry) soportando un techo muy inclinado decorado con "cuernos" (tandro-trano). En el sureste de Madagascar, cuernos de cebú eran tradicionalmente fijados al punto más alto de los cerramientos. A lo largo de Madagascar, las casas son rectangulares con un techo inclinado como en Kalimantan, los pilares centrales están muy extendidos, y en todas menos en un puñado de regiones, las casas tradicionales están construidas sobre pilotes en una forma que fue transmitida de generación en generación, sin importar si la función es adecuada para las condiciones locales.
Ciertos elementos cosmológicos y simbólicos son muy comunes a través de la arquitectura Indonesa y Malgache. El pilar central de la casa en Kalimantan y Madagascar son iguales, y en ambos lugares, sobre la construcción de una nueva casa, este pilar era tradicionalmente ungido con sangre. Las características de la construcción o sus dimensiones (longitud, tamaño y altura) son a menudo indicativos simbólicamente de la situación social de sus ocupantes o la importancia de su propósito en ambas islas. Igualmente, ambas Madagascar y Borneo tienen una tradición de construcción de tumbas parcialmente sobre el suelo y los habitantes de ambas islas practican el tallado de mensajes decorativos en madera, llamados aloalo en el oeste de Madagascar y klirieng en el dialecto Kajang de Borneo.

## Construcción a base de plantas

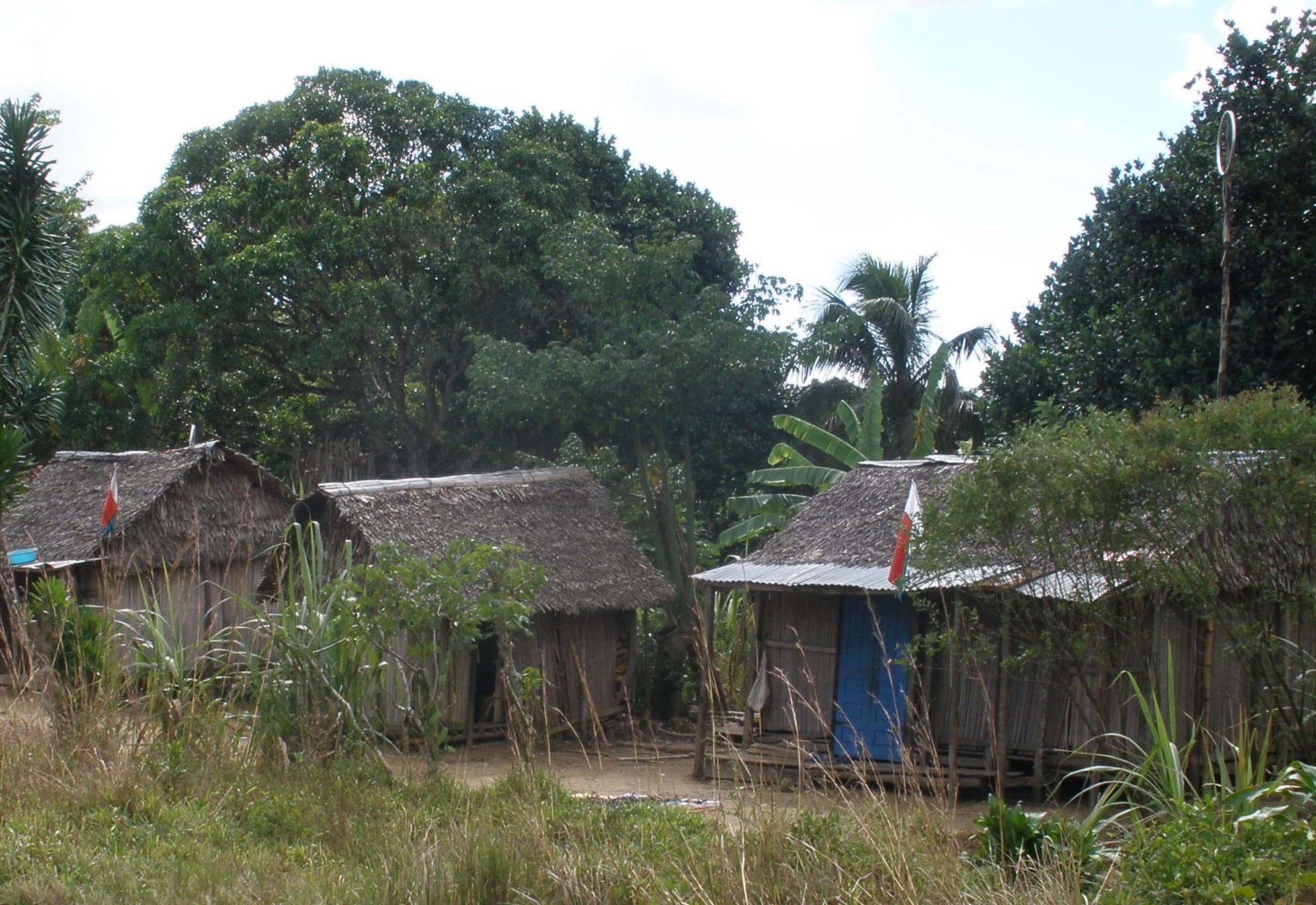
El estilo costero más tradicional: casas con techo de paja de ravinala sobre pilotes en Sambava.

Las viviendas hechas con materiales vegetales son comunes en las regiones costeras y fueron alguna vez usadas comúnmente a lo largo de las Tierras Altas también. Los tipos de plantas disponibles en una localidad dada determina el material y estilo de construcción. La vasta mayoría de hogares hechos con materiales vegetales son casas rectangulares, bajas (una sola planta) con un techo puntiagudo y son a menudo construidas sobre pilotes bajos. Estas características arquitectónicas son casi idénticas a las que se pueden encontrar en partes de Indonesia. Los materiales usados para la construcción se incluyen las cañas (cerca de ríos), juncos (en el sureste, alrededor de Toliara), plantas carnosas endémicas (usadas como cercas en el sur), madera (en el sur y a lo largo de Zafimaniry, y antes común en las Tierras Altas), bambú (especialmente en las selvas del este), papiro (precedente de las Tierras Altas alrededor del Lago Alaotra), pastos (obicuos), palmas (obicuos pero frecuente en el oeste de Mahajanga) y rafia (especialmente en el norte y noreste).

Para gran parte de la longitud de la Costa este de Madagascar bordeando el Océano Índico, la arquitectura es altamente uniforme: casi todos los hogares tradicionales en esta región están construidos sobre pilotes bajos y con techo de paja hecha de las frondas de la palmera del viajero (Ravinala madagascarensis). 

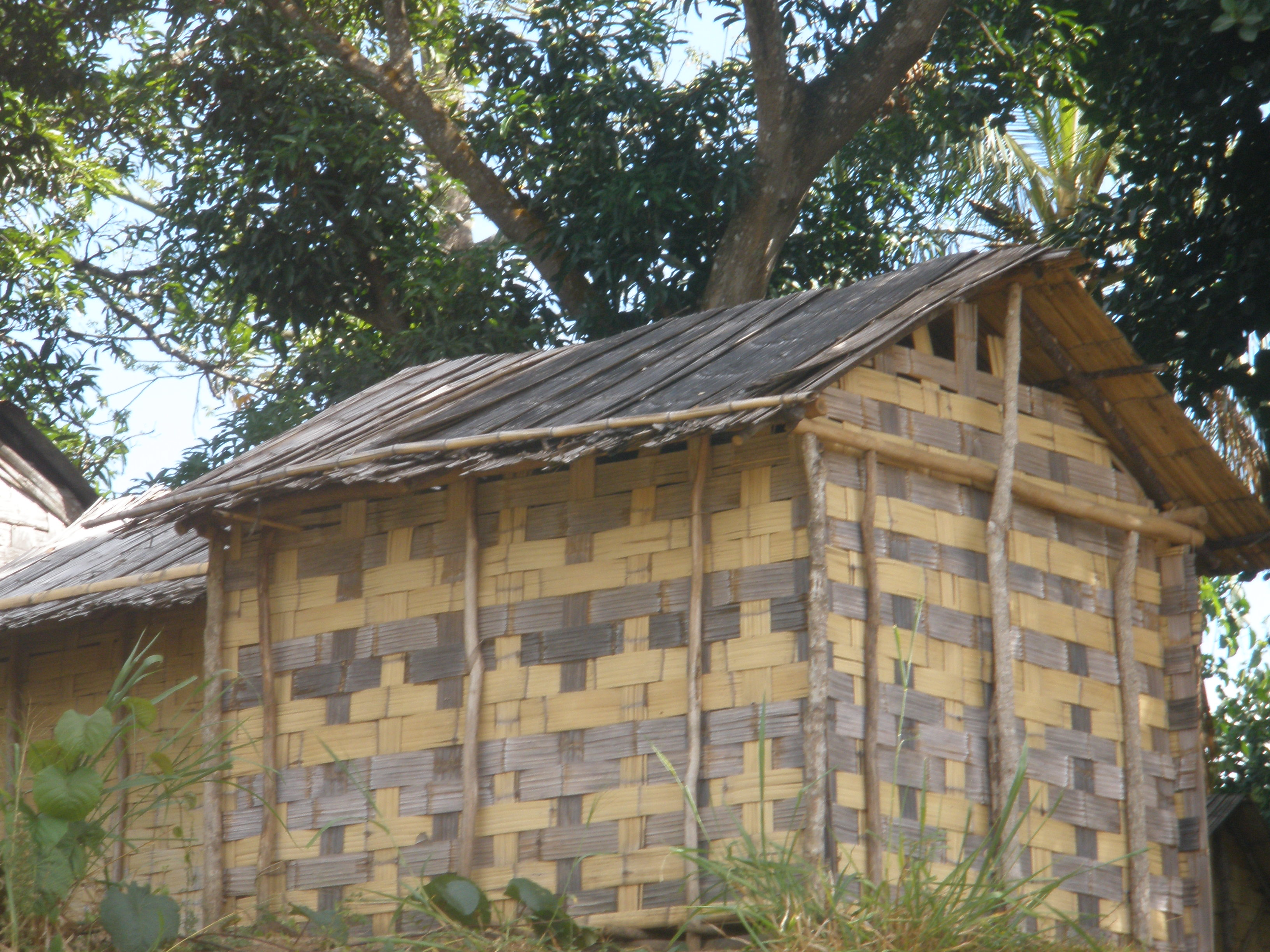
Paredes tejidas de bambú, techos de tabla.

 Los pilotes, suelo y paredes están comúnmente hechos del troncal de esta misma planta, normalmente después de machacarla hasta que quede plana para hacer tablones anchos (para el techo y los pisos) o tiras estrechas (para las paredes). Estas tiras son unidas verticalmente al marco; la planta de rafia es comúnmente usada de la misma manera, en lugar de la palma del viajero, en el norte. Cuando el bambú es usado en lugar de la ravinala, las hojas largas y machacadas son a menudo son entrelazadas para crear muros con un patrón parecido al ajedrez.
Estos hogares tradicionales no tienen chimenea. El piso está cubierto con estera tejida con piedras amontonadas en una esquina donde las fogatas de madera son usadas para cocinar comida; el humo que se acumula oscurece el techo y las paredes interiores con el tiempo. Las entradas de estas casas, se dejaban abiertas por tradición o podían ser cerradas con una pantalla tejida que permanecía cerrada con una correa de cuero; hoy, la entrada esta comúnmente colgada con una cortina de tela. Algunas variaciones en este modelo básico pueden ser encontradas en todas las regiones costeras usando material localmente disponible. Las casas tradicionales más grandes en las áreas costeras se ubican en el sureste entre los Antemoro, Tanala y Antefasy, donde las casas pueden llegar a los 18' de largo, 9' de ancho y 15' de alto. En otra parte a lo largo de los hogares costeros, las casas son más pequeñas, con un promedio de 10' de largo, 8' de ancho y 9' de alto.

## Construcción a base de madera

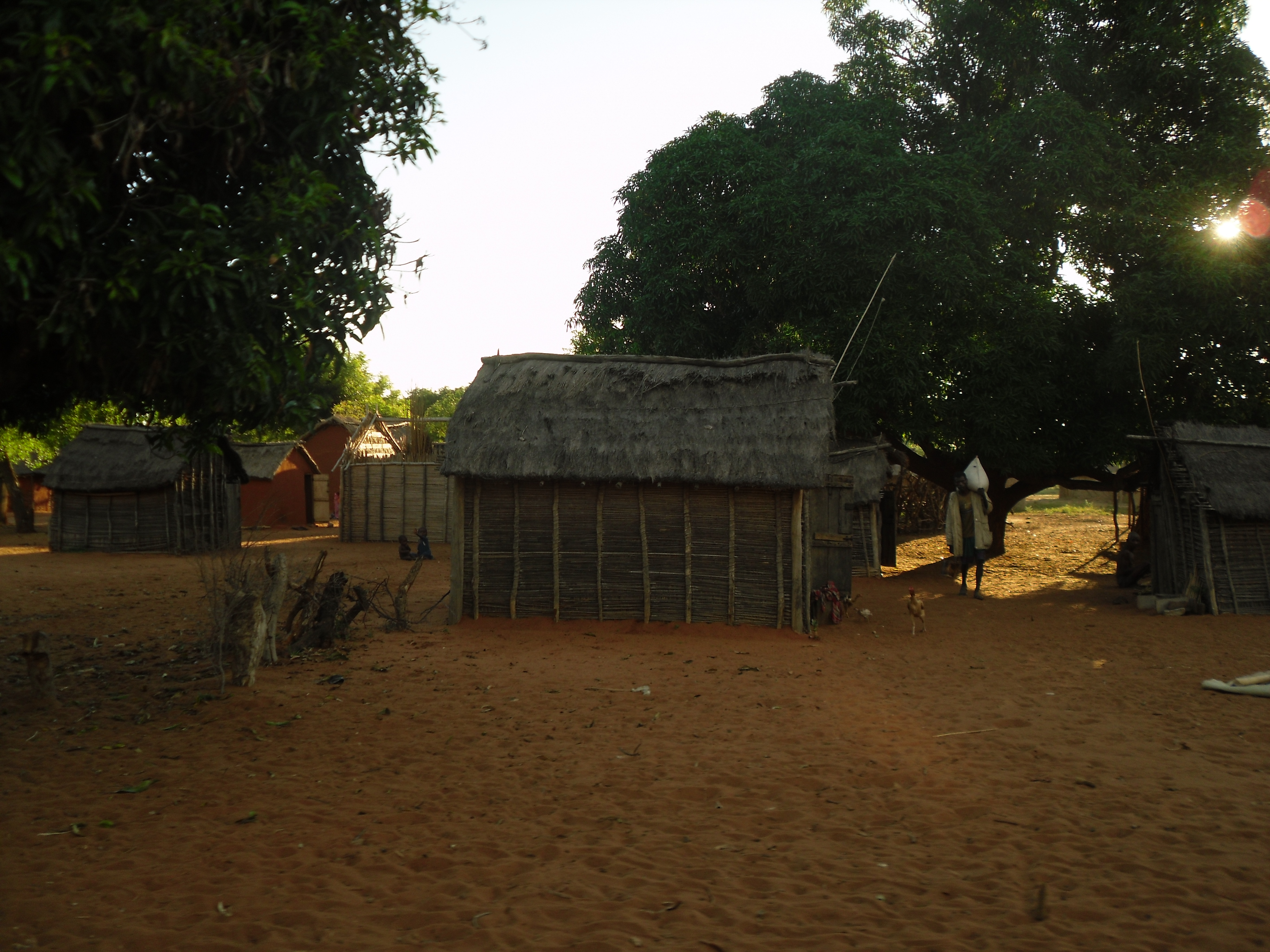
Ramas laterales forman las paredes de las casas de madera tradicionales de Mahafaly, al suroeste de Madagascar.

Se cree que la construcción con madera era común en muchas partes de Madagascar pero ha desaparecido debido a la deforestación. Esto suecede especialmente en las Tierras Altas donde, hasta hace poco, la madera ha sido un material de construcción reservado para la clase aristócrata debido a su rareza creciente, dejando a las clases bajas con materiales de construcción disponibles en su localidad como cañas y hierbas; los palos y ramas son ocasionalmente usados donde están disponibles, creando aldeas esporádicas de madera comúnmente próximas a reservas forestales. Mientras que la tradición de madera de la aristocracia de los Merina ha muerto, se dice que por lo menos dos grupos étnicos han conservado la tradición de usar tablones de madera en la arquitectura: los Zafimaniry en las Tierras Altas centrales, y los Antandroy al sur. Cada una de las tres tradiciones se describen más abajo.

### Tradición aristocrática de los Merina
Entre los Merina de las Tierras Altas centrales, los Temanambondro (Antaisaka) del sureste de la región de Manambondro, y otros grupos étnicos más, la madera obtenida de la deforestación era un material que solo podía ser usado por los aristócratas. En realidad, su asociación tradicional con la real clase Andriana, llevó al Rey Andrianampoinimerina (1787-1810) a emitir un edicto real prohibiendo la construcción en piedra, ladrillo o tierra dentro de los límites de Antananarivo y codificó una tradición en donde solo las casas de los nobles fueran construidas con madera, mientras que las de los plebeyos fueran construidas con materiales vegetales. Esta tradición existió históricamente entre un número de grupos étnicos en Madagascar, particularmente a lo largo de la costa este donde la preservación de las selvas continúa facilitando el acceso a la madera para construcción.

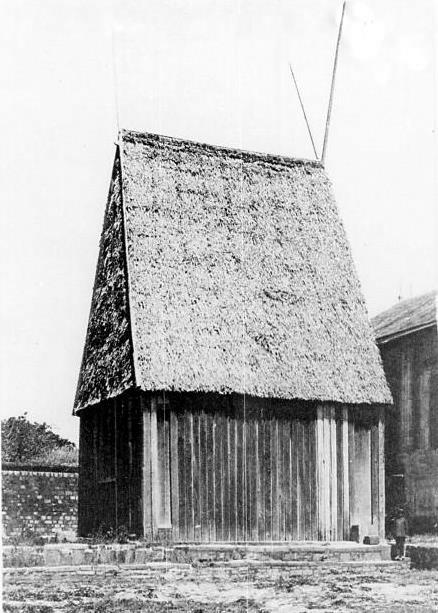
La Besakana, una estructura en el complejo del palacio Rova, es representativo de las viviendas tradicionales de la aristocracia de las Tierras Altas de Madagascar. Note el largo tandrotrano extendiéndose más allá de la línea del techo.

Las casas tradicionales de los plebeyos a lo largo de Imerina se caracterizaron por tener un pilar (andry) central ancho, que sostenía la viga del techo y una viga vertical en cada esquina que se extendía hasta el suelo para estabilizar la estructura. A diferencia de muchas casas en la Costa, las casas en las Tierras Altas nunca han sido levantadas en zancos, pero siempre se han nivelado al piso. Al sur del Pilar central, en al área designada para dormir y cocinar, tablones de madera o bambú eran colocadas ocasionalmente en los pisos, o eran colocados tapetes tejidos en la tierra apisonada, que se extendía al norte pasando el pilar. Tradicionalmente, la cama de la cabeza de la familia, se ubicaba en la esquina sureste de la casa. El área del norte era distinguida por el corazón, delineado por tres piedras oblongas colocadas verticalmente en el piso. Las casas y las tumbas estaban alineadas en un eje norte-sur con la entrada en la cara oeste. La porción norte de la casa estaba reservada para invitados masculinos, mientras que la parte sur era para mujeres, niños y aquellos de rango inferior. La esquina noreste era sagrada, reservada para rezos y ofrecimientos de tributo a sus ancestros.
Las casas de los nobles estaban construidas de acuerdo a las mismas normas culturales, con muchos agregados. Eran distinguidas por fuera debido a sus tablones de madera y sus largos cuernos de madera (tandrotrano) formados por el cruce de las vigas del techo al final de cada pico del techo. La longitud del tandrotrano indicaba el rango: entre más largos, era más alto el estatus de la familia noble que vivía ahí. El interior de la edificación estaba modificado de alguna manera, a veces se caracterizaba por tres pilares centrales en lugar de uno y ocasionalmente una cama con plataforma de madera levantada sobre el piso.
Después de que los edictos de Andrianapoinimerina con respecto a los materiales de construcción en la capital fueron revocados a finales de 1980, la construcción con madera fue casi abandonada en Imerina y las casas más viejas hechas con madera fueron reemplazadas gradualmente por casas hechas con ladrillos inspiradas por las viviendas de estilo Británico de los misioneros LMS. Los cuernos tandrotrano fueron reemplazados gradualmente con un floron meramente decorativo instalado en cada uno de los picos del techo. Otras normas arquitectónicas tales como la orientación norte-sur, pilar central y el diseño interior de las casas fueron abandonadas, y la presencia de los remates en los picos del techo no es indicativo de una clase social en particular. Ejemplos clásicos de la arquitectura con madera de las Tierras Altas de las clases aristócratas fueron preservadas en los edificios del compuesto Rova de Antananarivo (destruida en un incendio en 1995 pero en reconstrucción) y el recinto amurallado en Ambohimanga, donde se localizan los palacios de madera del Rey Andrianampoiniperina y la Reina Ranavalona I. Ambohimanga, es posiblemente el ejemplo cultural más significativo restante de la arquitectura de madera de la aristocracia de las Tierras Altas, fue nombrada Patrimonio de la Humanidad por la UNESCO en 2001.

### Tradiciones Zafimaniry

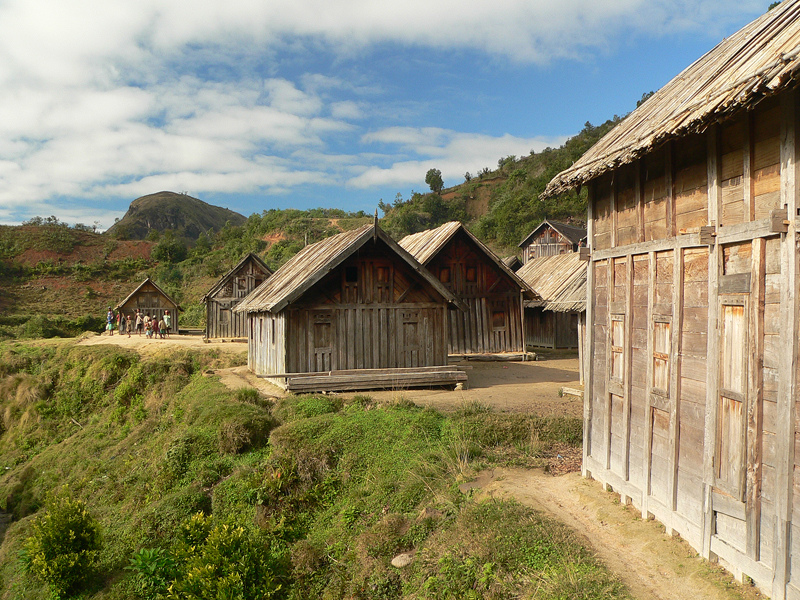
Los Zafimaniry construyen casas de madera con puertas sólidas y ventanas cerradas.

Los Zafimaniry habitan las regiones forestales altamente lluviosas y templadas de las Tierras Altas al este de Ambositra. Sus hogares son rectangulares y largas (15' largo, 12' de ancho y 18' de alto) con un techo picudo, aleros, y puertas y ventanas de madera. Muchos de los mismos estándares que se encuentran en las tradiciones arquitectónicas aristócratas de Imerina están presentes en las estructuras de Zafimaniry, incluyendo el pilar central de madera sosteniendo la viga del techo, el uso exclusivo de la técnica del machihembrado y la orientación de características de construcción como ventanas, puertas y el diseño interior. Las casas Zafimaniry están comúnmente decoradas de manera muy elaborada con patrones abstractos tallados simétricamente, ricos en simbolismo complejo, espiritual y mitológico. La arquitectura de las casas encontradas en esta región son consideradas por ser representativas del estilo arquitectónico que predomina a lo largo de las Tierras Altas debido a la deforestación, y como tal, ellos representan los últimos vestigios de una tradición histórica y un elemento significativo de la herencia cultural Malgache. Por esta razón, el conocimiento de las artesanías con madera de los Zafimaniry se añadió en 2003 a la lista de Patrimonio Cultural Intangible de la Humanidad de la UNESCO.

### Tradiciones Antandroy
En contraste, los Atandroy habitan los matorrales espinosos de Madagascar, una región extremadamente árida y caliente al sur de Madagascar, donde han evolucionado y prosperado formas únicas de plantas resistentes a la sequía. Sus hogares son tradicionalmente cuadrados (no rectangulares), levantados por zancos bajos, cubiertos con un techo picudo y construido con tablones de madera colgados verticalmente fijados a un marco de madera. Estos hogares tradicionalmente no tenían ventanas y se caracterizaban por puertas de madera: la puerta principal era la entrada para las mujeres, la puerta en la parte trasera era para niños y la tercera puerta era usada por los hombres. Las cercas comúnmente eran construidas alrededor de las casas de Atandroy usando cactus peral espinoso (rajeta) o longitudes de plantas carnosas autóctonas de los bosques espinosos de los alrededores.

## Construcción basada en la tierra

Las puertas del pueblo de las Tierras Altas eran protegidas tradicioanlmente por discos de piedra (vavahady) y sombreados por higueras.

En las Tierras Altas centrales, problemas de poder entre los principados de los Merina y los vazimba y más tarde entre los principados de los Merina, a lo largo de los siglos ha inspirado el desarrollo de la ciudad fortificada en Imerina, la región central de las Tierras Altas en Madagascar. La primera de esas, la antigua capital Imerina de Alasora, fue fortificada por el rey Andriamanelo en el siglo XVI, quien rodeo la ciudad con paredes gruesas de con (tamboho, hecho a partir del lodo y tallos secos de arroz, obtenidas de los arrozales cercanos) y zanjas profundas (hadivory) para proteger las viviendas en el interior. El acceso a través del muro del pueblo era protegida por un disco de piedra enorme (vavahady) - de cinco pies de diámetro o más - a la sombra de las higueras (aviavy) simbólica de la realeza. La puerta del pueblo se abría rodando laboriosamente el vavahady del acceso cada mañana y vuelto a poner en su lugar al anochecer, una tarea que requería un grupo de hombres para cumplirse. Este modelo de ciudad fortificada fue adoptada a lo largo de Imerina y está bien representada en la aldea historia de Ambohimanga.

### Influencia extranjera

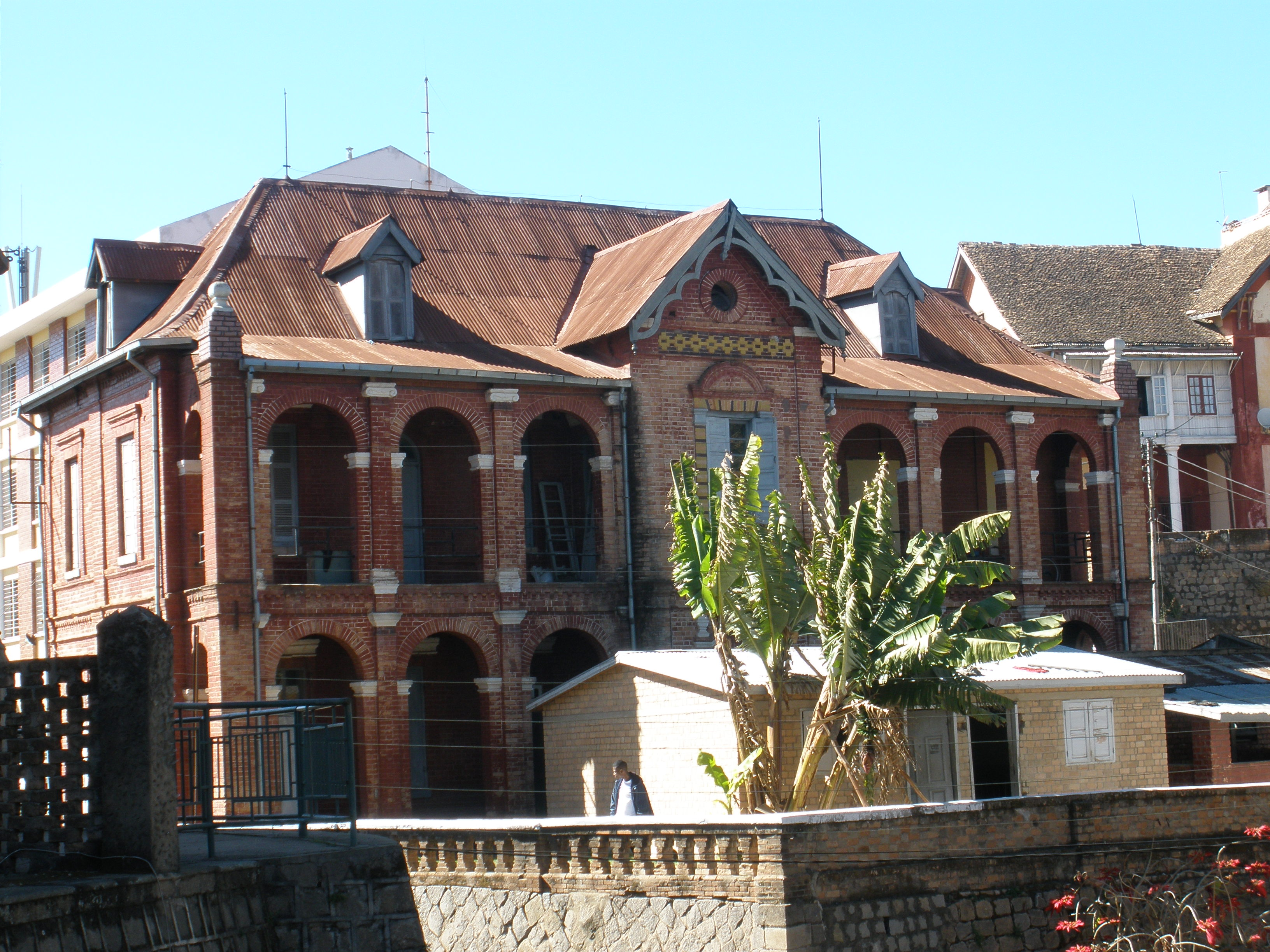
Casa de ladrillo con arcos y buhardillas inspiradas por el Palacio de la Reina en Antananarivo.

Se cree que el misionero protestante James Cameron (de la Sociedad Misionera de Londres) fue el primero en Madagascar en demostrar como el cob local, como material de construcción, podía ser usado para crear ladrillos secados al sol en 1826. En 1831, Jean Laborde introdujo las tejas de ladrillo que pronto empezaron a reemplazar los tallos de arroz en Antananarivo y las áreas adyacentes, y se difundió la técnica de usar un horno para cocer los ladrillos.
Los extranjeron fueron responsables por muchas de las innovaciones arquitectónicas que mezclaron las tradiciones de la arquitectura de las Tierras Altas con susceptibilidad Europea. En 1819, Louis Gros diseño el Tranovola para Radama I en el complejo Rova, introduciendo la terraza envolvente sostenida por columnas exteriores. Jean Laborde diseño el Palacio de la Reina en el Rova (construido 1839-1841) usando este mismo modelo en una escala mucho más grande, alargando el edificio y añadiéndole una terraza de tres pisos. Los nuevos edificios hechos de madera construidos por Gros y Laborde transformaron el tandrotrano de las casas aristócratas tradicionales de Merina en un mástil tallado de forma decorativa colocado en cada extremo del cerramiento.

### Innovaciones locales

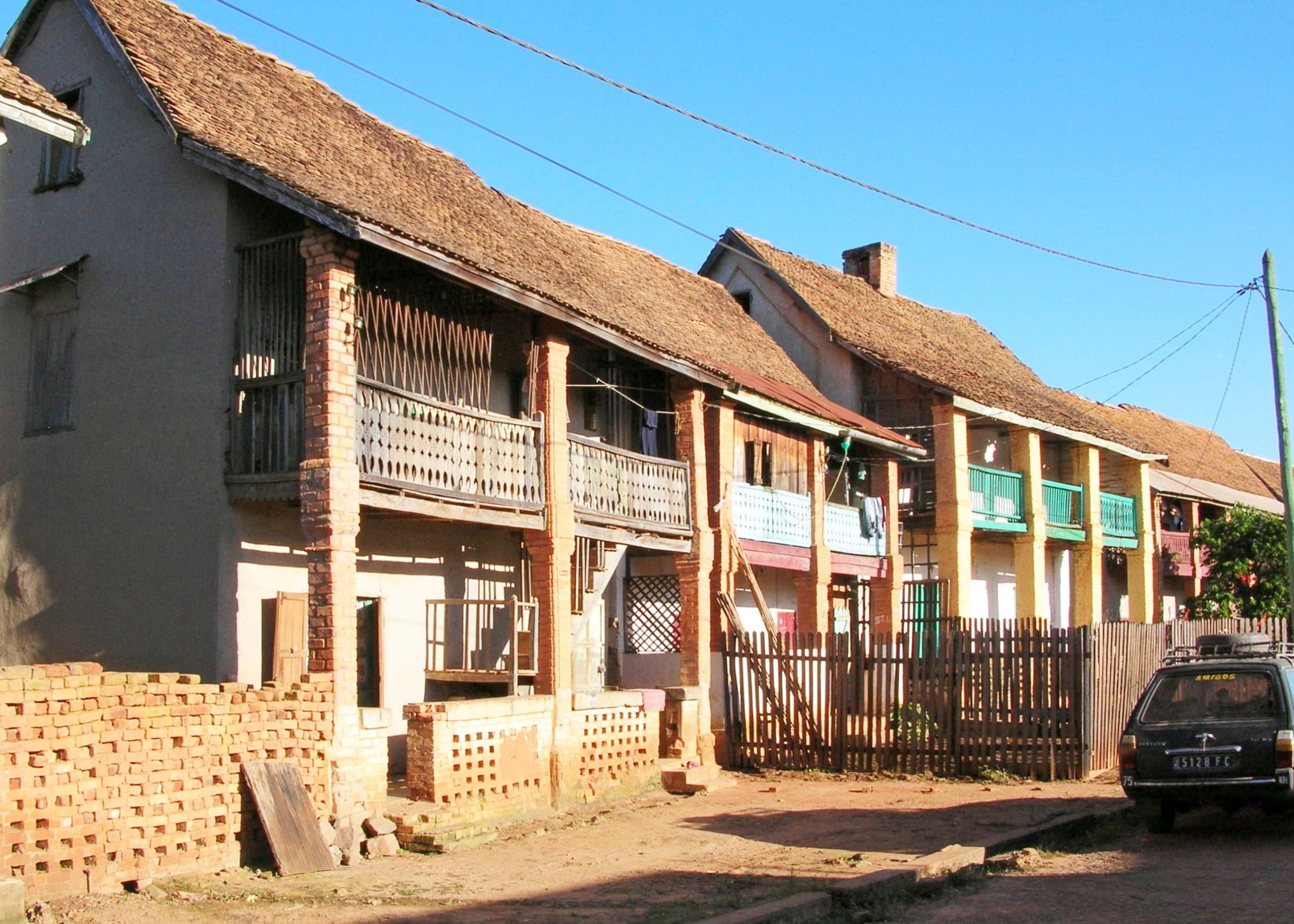
Casas de ladrillo típicas con columnas y terrazas de cara al oeste, cerca de Antananarivo.

En 1867, las restricciones fueron reducidas en el uso de la piedra y ladrillo como materiales de construcción en la aristocracia, antes de que todas las restricciones de construcción fueran abolidas en 1869 por la Reina Ranavalona II, quien había ya comisionado a Jean Laborde en 1860 a revestir el exterior de su palacio de madera con piedra en el Rova. El edificio tomó su forma final en 1872 después de que James Cameron añadiera torres de piedra en cada esquina del palacio. La reina se convirtió en Cristiana en 1869 y en ese mismo año la Sociedad Misionera de Londres comisionó a James Cameron para construir una casa privada para sus misioneros. El obtuvo su inspiración del trabajo de Gros y Laborde para desarrollar una casa de varios pisos con una terraza y columnas. Este modelo se hizo muy popular en Antananarivo y las áreas adyacentes como un estilo arquitectónico para la aristocracia, quien había hasta ese punto habitado simples hogares similares al palacio de madera de Andrianampoinimerina en Ambohimanga. Estas casas de ladrillo recientemente favorecidas, se caracterizaban a menudo con tandrotrano más cortos y terrazas talladas elaboradamente. Estos hogares pueden variar en color desde rojo oscuro hasta casi blanco dependiendo de las características de la tierra usada en su construcción.

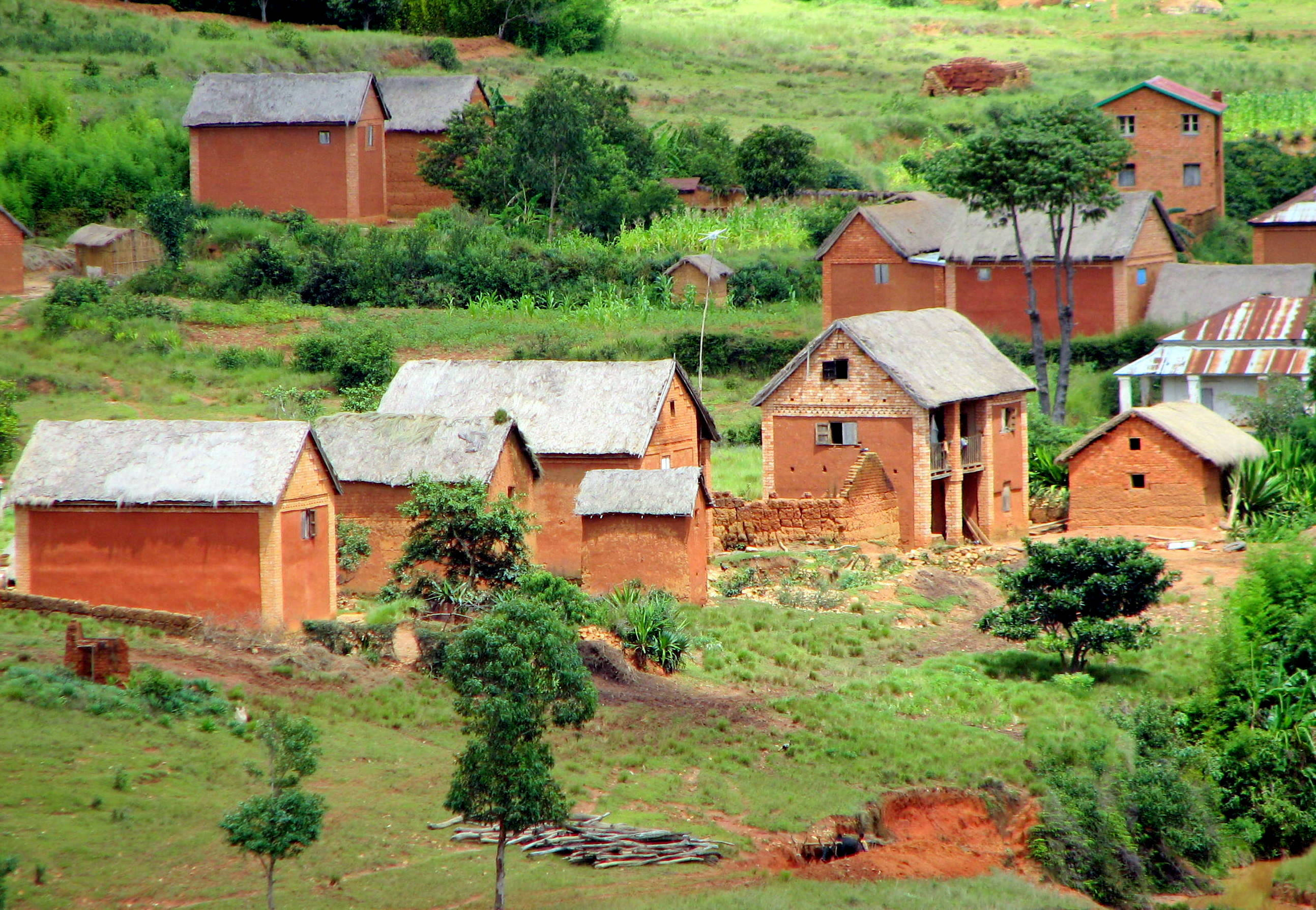
Trano gasy: En áreas rurales, casas de ladrillo simplificadas mantienen los dos pisos pero pueden perder la terraza y ocultar las columnas que la sostienen.

A través del tiempo, y particularmente con la colonización de Madagascar por los Franceses, estas casas de tierra (conocidas como trano gasy- "casa Malgache") se sometió a una evolución constante. La forma más simple de las casas de tierra es de uno o más pisos de alto, rectangular, y cuenta con un techo de paja con aleros ligeramente colocados para desviar la lluvia de la base y prevenir la erosión. Las familias más adineradas reemplazan los techos paja con tejas de arcilla y construyen una terraza en la cara oeste del edificio soportado por cuatro columnas delgadas equidistantes; ese diseño es aún más efectivo para proteger las bases de las edificaciones de los efectos de la erosión por la lluvia. Una mayor expansión, ocasionalmente implica el cercamiento con madera de la terraza oeste y la construcción de una terraza abierta en la fachada este del edificio, y así progresivamente, llevando a terrazas revestidas, la conexión de dos edificios separados con un pasaje cubierto, la incorporación de rejillas o paneles de vidrio en las terrazas, la aplicación e concreto pintado sobre la superficie de ladrillo y otras innovaciones. En las zonas rurales o suburbanas, la planta baja del "trato gasy, es a menudo reservado como un corral para el ganado, mientras que la familia habita los pisos superiores. El acceso normalmente se encuentra en la fachada oeste; la cocina es normalmente en el sur, mientras que la familia duerme en la parte norte del edificio. Esta configuración es consecuente con el que se puede ver en las casas tradicionales Zafimaniry y refleja la cosmología tradicional.

## Construcción con cob mezclado
En el lado este de Madagascar, prácticamente no hay zona de transición entre las casas de tierra de las Tierras Altas y las viviendas hechas de materiales vegetales comunes en las regiones costeras. En las extensiones vastas y escasamente pobladas entre las Tierras Altas y las áreas costeras del oeste, sin embargo, los habitantes utilizan materiales disponibles en su localidad para construir viviendas que tienen características de ambas regiones. La mayoría de las veces la casas son pequeñas - una recámara y solo un piso de altura - construido con una estructura de palos colocados horizontalmente fijados al marco de madera de la casa como se muestra en la sección precedente de construcción con madera. Pero, diferente a las casas en la costa, donde esta estructura con palos sirve como una base para fijar materiales vegetales para formar paredes, y también la mazorca de tierra puede ser adherida al marco. El techo es hecho de paja, para completar la vivienda. Estas casas intermediaras son también distinguidas comúnmente por la presencia columnas en la cara oeste, del estilo de las Tierras Altas pero más pequeñas para soportar los aleros alargados del techo en pico, así como apoyan las terrazas en las casas más grandes de Imerina. El piso, es normalmente tierra apisonada y puede estar cierro con tapetes tejidos con pasto o rafia.

## Construcción de tumbas
De acuerdo a las creencias tradicionales de muchos grupos étnicos Malgaches, uno alcanza el estatus de "ancestro" después de morir. Se cree que esos ancestros continúan vigilando y determinan los eventos en la tierra y pueden interferir con los vivientes. Debido a esto, los ancestros deben ser reverenciados: los rezos y sacrificios para honrarlos o calmarlos son muy comunes, así como la observación de los fady (tabús) locales que los ancestros hayan establecido en vida. Gesto de respeto, como lanzar la primera tapa llena de una nueva botella de ron hacia la esquina noreste de la habitación para compartirlo con los ancestros, son practicadas a lo largo de la isla. El emblema más visible de respeto hacia los ancestros es la construcción de las elaboradas tumbas familiares que marcan el campo en muchas partes de Madagascar.

### Primeras prácticas de entierro
Tradicionalmente, la mayoría de los grupos étnicos Malgaches no construían tumbas sólidas para sus muertos. En lugar de eso, los cuerpos de los fallecidos eran dejados en un área natural designada para su descomposición. Entre los Bara de los llanos áridos del sur, por ejemplo, las tumbas podían estar integradas a las características naturales como los afloramientos de piedra o a las laderas colocando los cuerpos y sellando completa o parcialmente el espacio con piedras apiladas o cráneos de cebú. Alternativamente, entre los Tanala, los fallecidos podían ser colocados en ataúdes hechos de troncos ahuecados y dejados en cuevas o en arboledas sagradas, a veces cubiertas por tablones de madera presionados por pequeñas pilas de piedras. Se dice que los Vazimba, los primeros habitantes de Madagascar, sumergían sus muertos en las aguas de un pantano, río, lago o estuario designado, que era considerado sagrado debido a eso. La práctica también existo entre los primeros Merina, que sumergían a sus jefes muertos en canoas en pantanos en las Tierras Altas o en otras aguas designadas. Donde se construían las tumbas, las variaciones de forma y posición variaban de un grupo étnico a otro eclipsado por algunas características en común: la estructura es parcial o completamente subterránea, diseño típico rectangular y hecho de piedra, ya sea enterrados flojamente o cementados con mampostería. Entre los Merina y Betsileo, algunas de las primeras tumbas de piedra y lugares de entierro eran indicados por piedras levantadas y sin marcar.

### Orígenes Islámicos de la construcción de tumbas
Las primeras tumbas rectangulares conocidas en Madagascar fueron mayormente construidas por colonos Árabes alrededor del siglo 14 en la parte noroeste de la isla. Después, emergieron modelos similares entre la población del este (es decir Sakalava, Mahafaly) y las Tierras Altas (es decir Merina, Betsileo), primero usando piedras sin labrar y tierra amontonada o comprimida antes de la transición hacia la albañilería. En las Tierras Altas, la transición a la albañilería fue precedida por la construcción de tumbas a partir de planchas masivas de piedra acarreadas colectivamente por los miembros de la comunidad al lugar de la tumba. Se dice que el rey Merina Andrianampoinimerina al final del siglo 18, alentó la construcción de esas tumbas, e hizo la observación, "Una casa es para toda la vida, pero una tumba es para toda la eternidad".

### Tradiciones de las Tierras Altas
En las Tierras Altas de Imerina, los accesos sobre el suelo de las tumbas antiguas eran marcadas originalmente por piedras levantadas y las paredes eran formadas por piedras planas apiladas holgadamente. Ejemplos de estas tumbas antiguas se pueden encontrar en algunos de las doce colinas sagradas de Imerina. Donde un cuerpo no pudiera ser recuperado para su entierro (como en tiempos de guerra), una piedra alta, levantada y sin marcar (vatohaly, o "piedra masculina") era erigida tradicionalmente en memoria del fallecido.
Andrianapoinimerina promovió la construcción de tumbas más elaboradas y costosas como un gasto digno para honorar a sus ancestros. También declaró que las subcastas (nobles) Merina andriana más altas podían disfrutar el privilegio de construir una casa pequeña sobre la tumba para distinguirlos de las tumbas de las castas más bajas. Las dos subcastas andriana más altas, la Zanakandriana y la Zazamarolahy, construyeron casas en las tumbas llamadas trano masina ("casa sagrada"), mientras que las casas en las tumbas de Andrianamasinavalona fueron llamadas trano manara ("casa fría"). Estas casas eran idénticas a las casas de madera estándar de los nobles excepto por el hecho de que no tenían ventanas ni corazón. Mientras que los restos envueltos en el lamba eran puestos en las losas de piedra en la tumba de abajo, las posesiones valiosas del fallecido como monedas de oro y plata, lambas elegantes de seda, objetos decorativos y más, eran colocadas en el trano masina o trano manara, que era comúnmente decorado como una habitación rectangular con muebles cómodos y bebidas refrescantes como ron o agua para que disfrutara el espíritu del fallecido. El trano masina del Rey Ramada I, que se quemó con otras estructuras en el incendio del recinto del palacio Rova en Antananarivo en 1995, se dice que era el más rico conocido.
Hoy, las tumbas pueden estar construidas usando métodos y materiales tradicionales o incorporar innovaciones modernas como concreto.
Dentro, losas superpuestas de piedra o concreto en las paredes. Los cuerpos de los ancestros de una familia individual son envueltos en sudarios de seda y puestos a dormir sobre estas losas. Entre los Merina, Betsileo y Tsihanaka, los restos eran removidos periódicamente por el famadihana, una celebración en honor a los ancestros, donde los restos son re-envueltos en sudarios frescos en medio de las extravagantes festividades comunales antes de ser puesto de nuevo a descansar en la tumba. El gasto significativo asociado con la construcción de tumbas, funerales y ceremonias de entierro honra a los ancestros aun cuando emergiera una distribución desigual de riqueza en comunidades tradicionales.

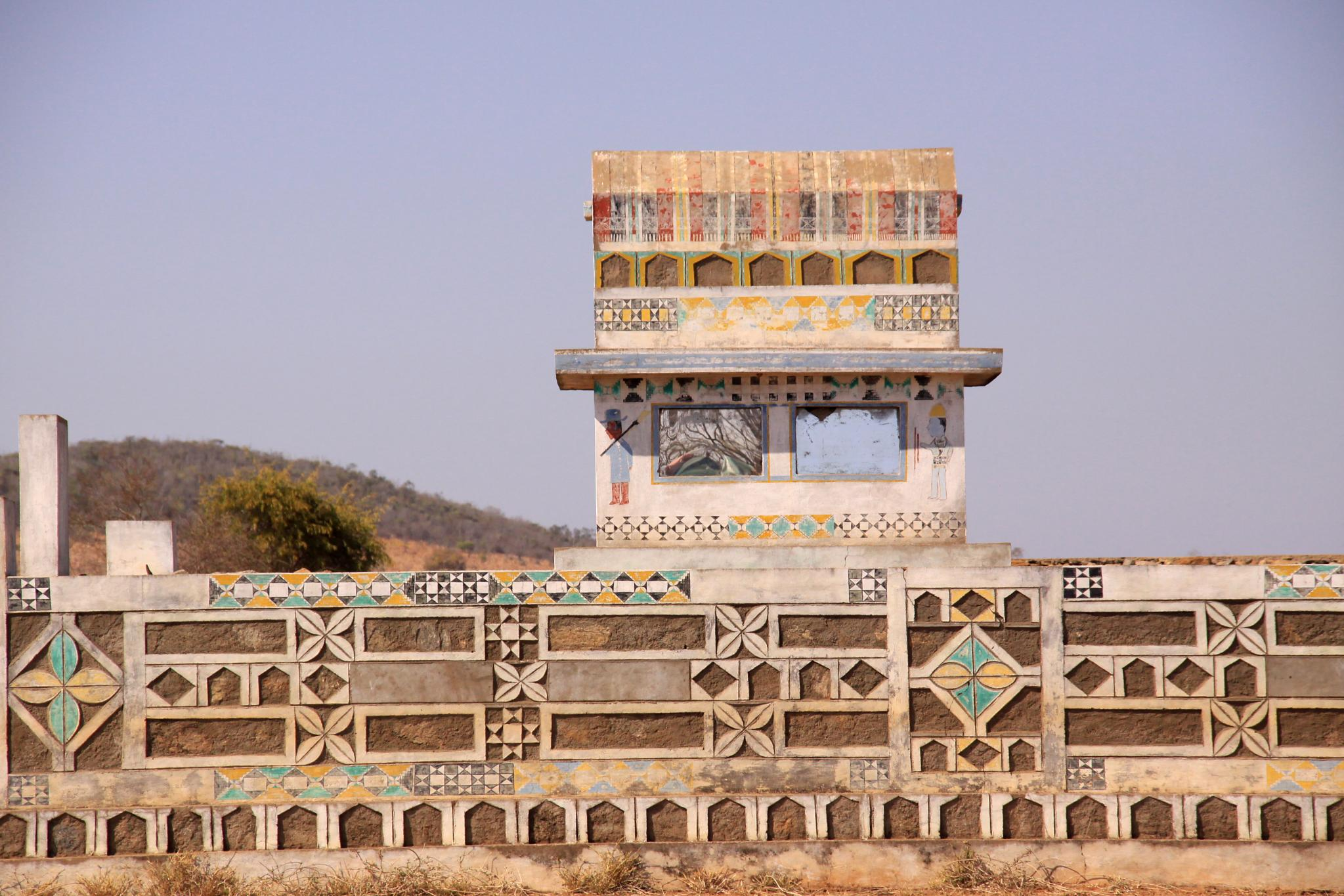
Tumba Mahafaly con decoración tradicional pintada.

### Tradiciones del Norte y del Oeste
Las tumbas que se encuentran en el suroeste de Madagascar son de las más llamativas y distintivas. Como aquellas en las Tierras Altas, son generalmente rectangulares y parcialmente subterráneas; las tumbas modernas pueden incorporar concreto además (o en lugar) de la tradicional piedra. Están distinguidas a las tumbas de las Tierras Altas por su elaborada decoración: pueden ser pintadas imágenes en el exterior de la tumba, recordando eventos en la vida del ancestro.
El techo de la tumba pueden estar apilados cuernos de cebú que fueron sacrificados en honor al fallecido en su funeral y numerosos aloalo - mensajes fúnebres tallados en madera con patrones simbólicos o imágenes representando eventos en la vida del fallecido - pueden ser puestos en la parte de arriba. Las tumbas de los Mahafaly son afamados por este tipo de construcción. Entre los Sakalava de la costa oeste, el aloalo puede ser rematado con tallados eróticos del ciclo de nacimiento, vida y muerte.

## Arquitectura moderna
Las influencias arquitectónicas extranjeras, habiendo surgido mediante el crecimiento del contacto Europeo en el siglo XIX, intensificó dramáticamente con el advenimiento de la colonización Francesa en 1896. Durante las últimas décadas, la disponibilidad creciente de materiales de construcción relativamente baratos importados de China y otros países ha reforzado aún más una tendencia creciente en áreas urbanas alejado de los estilos arquitectónicos tradicionales a favor de una estructura más duradera pero genérica, usando materiales producidos industrialmente como el concreto y hojas de metal. Ciertas innovaciones modernas pueden ser más altamente estimadas que otras. En la región Manambondro, por ejemplo, el techo de hoja de metal corrugado era normalmente el menos caro y prestigioso y la incorporación más común a una casa tradicional. El reemplazo de marcos de origen local con madera aserrada de fábrica era la siguiente modificación más común, seguido de la colocación de una base de concreto. Las casas construidas completamente de concreto con ventanas de vidrio y barandales decorativos importados de los balcones y barrotes de las ventanas implicaba gran riqueza y el estatus social más alto. Aunque los niveles de bajos ingresos habían servido para preservar la construcción tradicional entre la mayoría de la población de Madagascar, debido al prestigio asociado con las innovaciones arquitectónicas modernas, la construcción tradicional es comúnmente abandonada a medida que los ingresos aumentan.
Un número limitado de casas recientemente construidas en Antananarivo intentan mezclar las tradiciones arquitectónicas Malgaches con las comodidades de la construcción de viviendas modernas. Estos híbridos se parecen a las casas de ladrillo tradicionales de las Tierras Altas en el exterior, pero usan materiales y técnicas de construcción modernas para incorporar de manera eficiente la electricidad, plomería, aire acondicionado y características actuales de cocina en un interior totalmente contemporáneo. Esta innovación está ejemplificada en el reciente desarrollo residencial en "Tana Water Front" en el distrito Ambodivona en el centro de Antananarivo.